# Martin Taylor
Martin Taylor (Ashington, Northumberland, 1979. november 9. –)  visszavonult angol labdarúgó (védőjátékos).

## Klubcsapatban
Pályáját szülővárosában, Ashingtonban kezdte egy helyi csapatban. 1997 és 2004 között a Blackburn Rovers, 2004-től a Birmingham City játékosa volt.2006-ban a Norwich Cityhez igazolt, ahol 2007-ig játszott.

## A válogatottban
A 2001–2002-es szezonban 1 alkalommal játszott Anglia U21-es válogatottjában.

## Külső hivatkozások
- Martin Taylor pályafutásának statisztikái a Soccerbase oldalon (angolul)